# Washington Luís
Washington Luís Pereira de Sousa (Phát âm tiếng Bồ Đào Nha: [wɔʃĩtõ luiz peɾejɾɐ dʒi sowzɐ], 26 tháng 10 năm 1869 - 4 tháng 8 năm 1957) là một chính trị gia Brasil, từng là tổng thống thứ 13 của Brasil, nước Cộng hoà Brasil đầu tiên.

## Tóm tắt
Gia đình ông có gốc Tây Ban Nha vả Romani. Ông sinh ra ở Macaé, Rio de Janeiro, và chuyển tới São Paulo, nơi ông trở thành luật sư. Được bầu làm Thống đốc bang São Paulo năm 1920 và là chủ tịch của Brasil vào năm 1926, Washington Luís thuộc Đảng Cộng hòa São Paulo (PRP) và từng là tổng thống cuối cùng của Cộng hòa Brasil đầu tiên.
Đối mặt với cuộc khủng hoảng năm 1929, tổng thống đã mất gần như toàn bộ sự ủng hộ của ông. Ông đã chọn người bạn Júlio Prestes làm người kế nhiệm ông vào năm 1930, nhưng chỉ ba tuần trước khi kết thúc nhiệm kỳ của ông, Luís bị lật đổ trong một cuộc đảo chính trong cuộc Cách mạng Braxin năm 1930 và được kế nhiệm trong thời gian ngắn bởi Hội đồng quân sự trong vài tháng cuối năm 1930.